# Équipe du Nicaragua féminine de football
Cet article traite de l'équipe féminine. Pour l'équipe masculine, voir Équipe du Nicaragua de football.
Maillots
L'équipe du Nicaragua féminine de football est l'équipe nationale qui représente le Nicaragua dans les compétitions internationales de football féminin. Elle est gérée par la Fédération du Nicaragua de football.
Les Nicaraguayennes n'ont jamais disputé une phase finale d'une compétition majeure de football féminin, que ce soit le Championnat féminin de la CONCACAF, la Coupe du monde ou les Jeux olympiques.

## Classement FIFA
| Année               | 2003 | 2004 | 2005 | 2006 | 2007 | 2008 | 2009 | 2010 | 2011 | 2012 | 2013 | 2014 | 2015 | 2016 | 2017 | 2018 | 2019 | 2020 | 2021 | 2022 | 2023 |
| ------------------- | ---- | ---- | ---- | ---- | ---- | ---- | ---- | ---- | ---- | ---- | ---- | ---- | ---- | ---- | ---- | ---- | ---- | ---- | ---- | ---- | ---- |
| Classement mondial  | 89   | 105  | 103  | 111  | 103  | 97   | 92   | 110  | 115  | 109  | 93   | 108  | 117  | 108  | 94   | 119  | 120  | 112  | 117  | 115  | 119  |
| Classement Concacaf | 13   | 16   | 16   | 17   | 12   | 11   |      | 14   | 15   | 13   | 11   | 15   | 14   | 14   | 7    | 16   | 15   | 15   | 15   | 14   | 15   |